# Сила Митрофанов
Си́ла Митрофа́нович Митрофа́нов (Митрофано́вич) (*1732 — †27 червня 1772, Бухарест, Волощина) — український вчений-медик, фізіолог, епідеміолог. Доктор медицини. Головний лікар Києва (1770-1771).

## Життєпис
Народився в Україні, походження невідоме. Здобув освіту у Києво-Могилянській академії. 1756 продовжив навчання у Московській і Санкт-Петербурзькій шпитальних школах. 1758 дістав звання підлікаря, 1759 — лікаря.

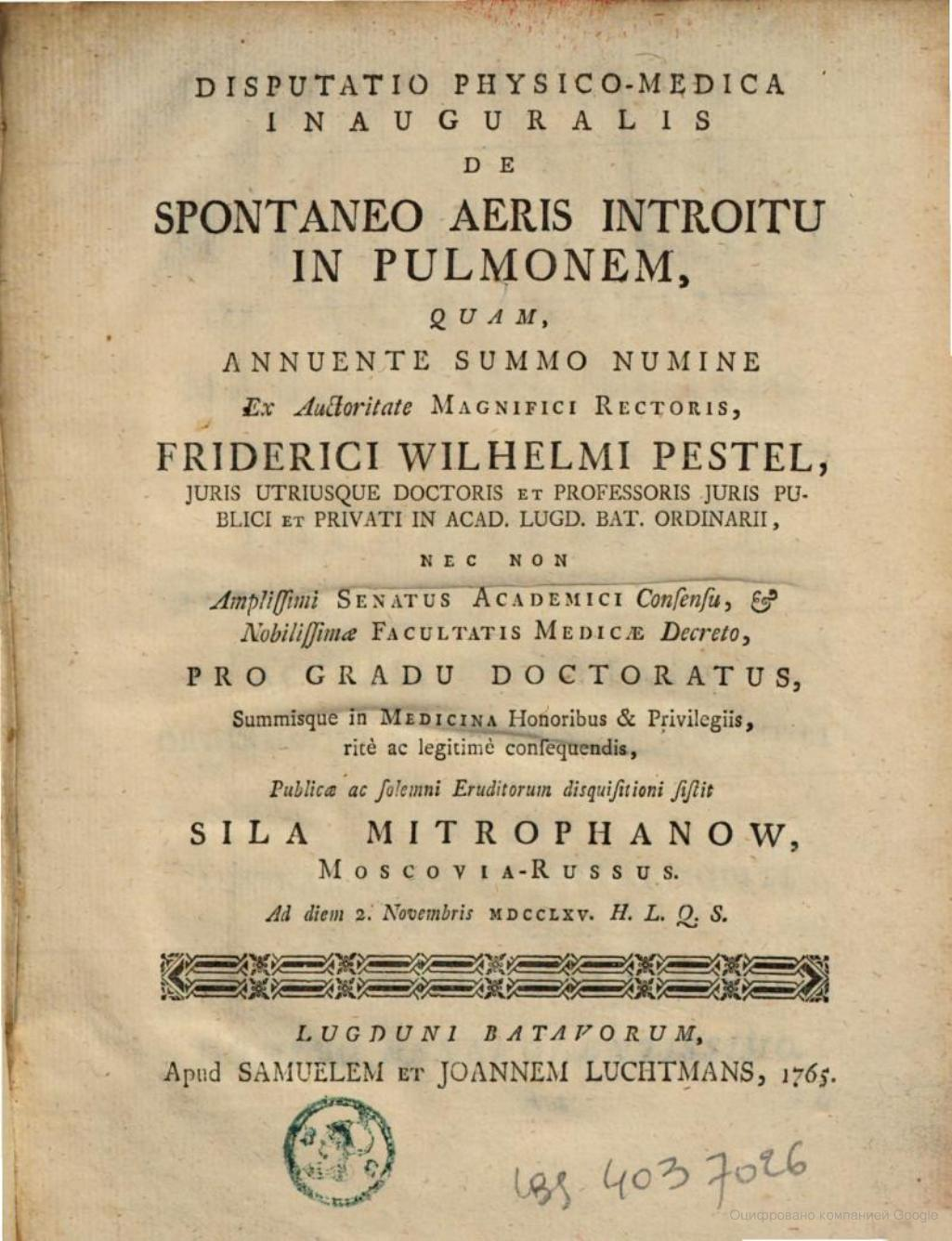
Титульна сторінка докторської дисертації Сили Митрофанова

1761 серед десятьох найздібніших молодих лікарів-українців відряджений Медичною колегією на навчання за кордон. 12 вересня зарахований до Лейденського університету, на момент вступу мав 29 років. 1765 захистив докторську дисертацію на тему «Про вільне входження повітря в легені» (De spontaneo aeris introitu in pulmonem). У цій праці на підставі власних дослідів пояснив акт дихання людини як результат дії атмосферного тиску:
| Ця дія є спонтанна та природня. Повітря входить в легені як у ковальський міх чи у помпу, само собою. |
У дослідженні є передові для свого часу думки. Зокрема, український вчений одним із перших звернув увагу на роль навіювання у дії лікарських препаратів. У восьмій тезі своєї праці Митрофанов пише, що медикаменти не можуть ліквідувати захворювання «без допомоги людської натури».
У 1765-1769 роках українець стажувався та працював у Парижі. 1769 повернувся в Україну. 1770 призначений старшим лікарем Київського військового шпиталю, одночасно виконував обов'язки головного міського лікаря. Очолював чумний шпиталь під час епідемії чуми в Києві у 1770-1771 роках.
Восени 1771 призначений головним лікарем Першої діючої армії РІА, що діяла проти османських військ на Поділлі та у Волощині. Організовував протичумні карантинні заходи у війську. Помер 27 червня 1772 в Бухаресті, заразившись чумою.
Написав одну з перших наукових праць, присвячену сечокам'яній хворобі — «Про камені у нирках». Рукопис був оприлюднений вже після його смерті, 1801 року.

## Боротьба з епідемією чуми в Києві
У вересні 1770 в Києві спалахнула наймасштабніша в історії міста епідемія чуми. Вона тривала до весни 1771 та забрала життя від 4 до 6 тисяч киян. Сила Митрофанов очолював боротьбу з хворобою разом з видатним українським епідеміологом, керівником Васильківського карантину Іваном Полетикою та німецьким лікарем, директором Медичної канцелярії Йоганном-Якобом Лерхе.

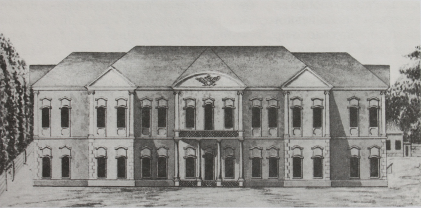
Кловський палац у 1836 році

Митрофанов, Полетика та Лерхе розробили інструкцію, як треба поводитися з людьми, що захворіли на чуму, та їхніми речами. М'які пожитки належало спалювати, а ті, які лежали в скринях або були заховані в коморах і льохах, — кількаразово ретельно виморожовувати зимової пори. У теплу пору речі обкурювали ялівцем, сосновими шишками та оцтом. Гроші й металевий посуд вимочували добу в кислій гарячій воді з сіллю. У будинках померлих від пошесті одразу ж витягували віконні рами, двері, розвалювали груби, щоб ніхто в них не міг оселитися, а приміщення за зиму вимерзли. Бездомних собак, які могли розносити хворобу, лікарі вимагали винищувати. Людей, які ще не захворіли, з будинків, де мешкали померлі, суворо наказували ізольовувати. Теплої пори їх селили на Трухановому острові, а з настанням холодів — у Кирилівському монастирі, перевівши ченців до інших обителей. Померлих заборонили ховати на цвинтарях парафіяльних церков, а родичам брати участь у похоронних обрядах.
Військовий шпиталь не міг розмістити всіх хворих, тому Сила Митрофанов організував чумний шпиталь у приміщенні Кловського палацу, яке передала Києво-Печерська лавра. У квітні 1771 тут він зустрівся з видатним українським лікарем Данилом Самойловичем, який був у Києві переїздом.
Митрофанов запровадив нові підходи до лікування інфекційних недуг. Всупереч тодішнім інструкціям, які приписували застосовувати кровопускання та давати хворим проносне, головний міський лікар навпаки — наказував лікувати закріплюючими препаратами, що зменшило кількість летальних випадків. Згодом його методику застосовували Д. Самойлович і К. Ягельський під час боротьби з епідемією чуми в Москві у 1771-1772 роках.